# En riktig våldtäktsman
En riktig våldtäktsman är en bok skriven av Katarina Wennstam som belyser våldtäkter utifrån våldtäktsmännens syn, utgiven 2004. Våldsmännen är oftast unga män, och boken handlar om hur de ser på sina brott och sig själva efter att de blivit fällda.